# 戰區88
《戰區88》（日語：エリア88），是新谷薰以傭兵飛行員為主题的架空戰爭日本漫畫作品，並改編成動畫與遊戲。
作者表示曾參考《基度山恩仇記》來創作本作。

## 概要
- 在台灣未重視版權時代，盜版漫畫譯名「戰區88」。
- 本作描述中東架空王國「阿斯蘭」的內戰，反抗軍與政府軍的對抗。政府軍僱傭兵須服役滿三年，或是賠償一百五十萬美元的違約金才能退出。
- 交戰雙方使用冷戰時代、東西方世界（美國、法國、以色列、英國、蘇聯）的空軍裝備。出場的戰機包括著名的米格-21（MiG-21）、自由鬥士（F-5A）、虎式（F-5E）、虎鯊戰鬥機（F-5G/F-20）等。

## 故事簡介
越戰結束後，世界依然處於區域衝突的不安情勢，中東小國「亞斯蘭」因爭奪王位爆發內戰，政府軍引進外籍傭兵來對抗反政府軍；風間真遭好友出賣到傭兵基地88區擔任戰機飛行員。在漫天殺戮中，真仍懷抱一絲希望回到日本與未婚妻團圓……

## 主要人物
風間真（Shin Kazama）　聲：鹽澤兼人（少年時代：坂本千夏；OVA）、子安武人（電視動畫）
基地88唯一的日本人，暱稱「真」，座機垂直尾翼標誌為火鬃的獨角獸。
被好友神崎悟在巴黎灌醉、賣給阿斯蘭王國傭兵部隊。首都淪陷，真受命護送國王到法國流亡後卸任，卻不適應平民生活，於是參加傭兵組織「馬克3」；在行動中意外獲得龐大的遺產，不只買回大和航空也贊助沙奇等一行人作戰。
真正身世母親為海音寺祥子，父不詳、只知是日俄混血。母親因政治聯姻而嫁給當時總理大臣風間英人，結果雙雙遭已離婚的元配殺害，真之前則被送到孤兒院。
在身世、戰友幾乎全亡的接連衝擊下，並在與神崎決鬥後出現解離性失憶症與涼子共度餘生。
- 座機：F-8、F-5E、幼獅戰鬥機（KFIR）、F-18、JAS 35、F-5G、X-29
　　　F-8、F-5E、F-5G（OVA）
　　　F-8、F-5E（電視動畫）

神崎悟（Satoru Kanzaki）　聲：安原義人（少年時代：田中真弓；OVA）、綠川光（電視動畫）
跟真從小一起在孤兒院長大的朋友，但為奪取大和航空不擇手段、陷害與社長千金涼子熱戀的真去當傭兵，之後向涼子遊說、斷其真還在世的念頭，以利有機可趁。
經調查發現悲慘身世與真有關，決心報復。父親為風間英人，在母親離婚後跟母姓。其母一度想殺了襁褓中的真、卻下不了手；在殺害風間夫婦後帶著神崎自殺，神崎活下來並送至真所在的孤兒院。
勾結「馬克威爾國際公司」（McWell International Corporation）引進MB-14客機、並當上大和航空社長；以讓黑手黨旗下公司採買零件為代價，跟首領法利拿搭上線要殺掉真。
在奪取大和航空失利後，內通其秘書朱麗歐拉毒殺法利拿，繼以養子「悟·法利拿」的身份活動，結果被真駕著F-5G擊墜身亡。
- 座機：F-18

津雲涼子（Ryoko Tsugumo）　聲：玉川砂記子（OVA）、雪野五月（電視動畫）
大和航空社長千金。真的戀人，溫柔美麗又堅強的女性，神崎在她身上看到的母親影子。
真突然行方不明後依然思念，雖然與真重逢後又分離卻更堅強、盡全力要讓他生還，率領反戰團體形成國際輿論。
安田妙子（Taeko Yasuda）　聲：榊原良子（OVA）、山崎和佳奈（電視動畫）
大和航空社長秘書、初登場時年齡28歲。嫌惡神崎而遠之；神崎擔任社長時退職，其後與涼子共同行動，掌握神崎賄賂罪證而成功趕他下台，但津雲家已失去股份及經營權，直到真買回大和航空。精明幹練，對涼子忠誠；與朱麗歐拉共謀收留蘇麗亞王妃。
沙奇·巴胥塔（Saki Vashutal）　聲：志垣太郎（OVA）、高橋廣樹（電視動畫）
基地88中校指揮官，原亞斯蘭王儲，父親正是反抗軍領袖，因王位之爭和指定繼承的叔父爆發內戰。
當初沙奇領導亞斯蘭第一空軍，奉新任國王命令要對付反抗軍，但是沙奇太過於相信親情，向弟弟告知卻招來父親的反擊，導致第一空軍全滅，於是當著新任國王面前、在額頭上刻下了罪惡的十字，將自己放逐到基地88擔任指揮官一職作為贖罪。
首都淪陷後，帶領剩下傭兵孤軍奮戰，其後與合流軍隊組成革命軍反攻；奪回首都作戰時，想手刃父親被真阻止，但其父仍在混亂中遭射殺，於是抱著父親屍體到靈廟遺址內自焚而亡。
- 座機：KFIR、B-1
　　　KFIR（OVA）

米奇·賽門（Mickey Simon）　聲：富山敬（OVA）、關智一（電視動畫）
前美國海軍飛行員，因在越戰承受戰爭洗禮導致「戰爭症候群」而無法適應平常生活，後來到基地88就職，與風間真以及王子沙奇·巴胥塔等成為生死與共的戰友。
革命軍奪回首都作戰時，因F-14機件出問題加上戰損而迫降失敗，與前來搭救的賽倫雙雙身亡。
- 座機：F-100、A-4、KFIR、F-18、F-14
　　　F-100、F-14（OVA）
　　　F-14（電視動畫）

六木剛（Goh Mutsuki）　聲：仲村秀生（OVA）
NP通信社戰場記者，綽號「火球·洛基」。到基地88取材、與真交情深厚，拍攝的照片讓涼子、神崎知道真還活著的事。
搭乘直升機取材被擊落、一人生還，此後與橫渡沙漠商隊頭目的女兒感情不錯，但她被捲進戰鬥中死亡，一時衝動開著吉普車衝撞坦克，雖活下來卻失去右眼和右手。
回國後發生大和航空空難，在搭乘直升機前往途中，碰巧救了安田妙子一命。
電視動畫由新真取代其角色。
新真（Makoto Shinjou）　聲：三木真一郎（電視動畫）
電視動畫原創人物，取代原作六木剛的角色。
S.O.通信特約記者，經允許來到基地88採訪，焦點卻大多在真一人身上，令關心真的馬奎起疑，藉監聽通聯得知另有目的，實為受僱於神崎要拍真的屍體照片。跟真相處久了、逐漸建立起感情，不想繼續下去；事件曝光，遭真的同僚痛毆一頓。
回國後向涼子傳達真依然健在的訊息，讓涼子重燃希望、不跟神崎結婚。
金·亞柏（Kim Aba）　聲：廣橋涼（電視動畫）
剛獨立非洲小國「倫加」第3王子，報名資料國籍南非。為鍛鍊自己而從軍，在希臘訓練基地重整部隊時加入，是個16歲的開朗活潑少年。OVA未登場。
真唯一存活的同僚，在機場目送喪失戰場記憶的真偕同涼子離去。
- 座機：A-4、AV-8、F-5G
　　　AV-8（電視動畫）

賽倫·柏那克（Siren Barnack）
暱稱「賽倫」（Serra），原計劃4的傭兵，擊落、俘虜真時自稱「沙之女王」，愛上他而倒戈；把金當小弟使喚並常拌嘴。
在首都淪陷時，真要她向涼子傳達已死消息，涼子不信。賽倫放心不下，偷西德空軍F-104歸隊，但真已護送國王離去，跟米奇日久生情、互訂終生，最後米奇迫降失敗，不顧一切衝去救人、雙雙葬身火海。
電視動畫由綺多麗取代其角色。
- 座機：MiG-21、T-38、F-104、F-4、A-4

綺多麗·帕瓦娜（Kitri Parveneh）　聲：小林沙苗（電視動畫）
電視動畫原創人物，取代原作賽倫的角色。
沙奇叔父的女兒，戰技高超、個性好勝，把金當小弟使喚，喜歡真；代新莊傳言阻止真叛逃。
- 座機：幻象F1

波里斯（Boris）　聲：玄田哲章（OVA）、秋元羊介（電視動畫）
前英國空軍飛行員，對地攻擊方面的天才。
房間不關燈，是因為受夠一個人獨自活下來，一旦關燈睡覺，已死戰友的臉一一浮現問候而無法成眠。
最後出任務負傷墜落前，請求真幫他把房間的燈關上。
- 座機：F-8

蘭登爾（Roundell）　聲：廣瀨正志（OVA）、服卷浩司（電視動畫）
前英國海軍飛行員，失去右眼、戴眼罩，綽號「空中銀狐」。
原希臘訓練基地少校負責人，在重整部隊時編入為沙奇的副官。提出穿越峽谷奇襲的大膽作戰計劃。
革命軍奪回首都作戰時，從航艦駕機出發找尋沙奇，遇到飛魚反艦飛彈來襲，以機護艦、壯烈成仁。
- 座機：海賊式攻擊機

阮文忠（Nguyen Van Com）　聲：大塚周夫（OVA）
前南越空軍飛行員，綽號「東京灣的食人虎」（Shark of Tonkin Bay）。
因從被炸死的母親出生、臉上有傷疤，體認戰爭殘酷而嗜血，甚至敵方飛行員彈射逃生也不放過。
突圍時機體中彈受損導致誤彈射動作，雖被米奇救起仍傷重不治。
- 座機：F-105、KFIR
　　　F-105（OVA）

馬奎（McCoy）　聲：家弓家正（OVA）、大塚周夫（電視動畫）
人稱「馬奎老爹」（Old McCoy），軍火商、守財奴，跟班「卜奇」。
為賺更多錢，不只瑕疵品、拆敵機零件拼裝乃至食衣住行都包辦，號稱「只要拿得出錢，連克里姆林宮也能搬來賣你！」。
對基地88一行人已有感情，即使沙奇等人孤軍奮戰，仍提供軍火；真為與神崎對決、再簽傭兵契約重回戰場，淚眼罵真是大傻瓜。直言在中東只跟沙奇及其部下做生意。
古雷格·凱（Greg Gates）　聲：神山卓三（OVA）、高塚正也（電視動畫）
與巴克西原是丹麥空軍的飛行員，因某件意外退伍，之後倆人從事協助逃亡卻殺害蘇聯特務，為避風頭輾轉到基地88服役。
革命軍奪回首都作戰時，駕駛A-10被擊落，後來在護送過程中進入戰火波及的住家，小女孩受到驚嚇拾槍射殺身亡。
由於之前曾教導正規軍飛行員要活下去、勿浪費生命在戰場上，死後被稱為「革命之父」。
- 座機：A-4、KFIR、OV-10、A-10
　　　A-4、A-10（OVA）
　　　A-4（電視動畫）

巴克西·馬隆（Bucksy  Malone）　聲：古川登志夫（OVA）
被陸上航空母艦的防空戰機擊中、眼睛負傷而與母艦同歸於盡，電視動畫未登場。
- 座機：A-4、KFIR
　　　F-4（OVA）

亞斯蘭王室
- 沙克·巴胥塔（Zak Vashtal）
亞斯蘭國王、沙奇的叔父，因主張保守路線與阿布達魯意見相左，雙方爆發內戰。一度反政府軍取得政權而被迫流亡海外，在內戰結束後出任首相一職。
- 阿布達魯·巴胥塔（Abdael Vashtal）
沙奇的父親，主張開放外資路線，不惜反叛爭奪王位。雖在計劃4扶植下取得政權，但神崎放火燒王妃靈廟導致他失魂落魄、吸食毒品無法視事，最後在革命軍奪回首都作戰、一片混亂中被看守靈廟衛兵射殺。
- 理夏爾·巴胥塔（Rishaal Vashtal）
沙奇的弟弟，理想主義者。米奇被俘虜時，理夏爾出面釋放並要代為向沙奇傳話、希望國家實行共和制。想盡辦法阻止陸上航艦發射「Grand Slam」被察覺，凌虐至已無生命跡象、棄之於沙漠，剛好馬奎採買零件歸途中發現，救回一命。內戰結束後與母親繼承王室統治。
- 蘇麗亞·巴胥塔（Soria Vashtal）
沙奇的母親，生下理夏爾後罹患血癌，以冷凍假死技術保存在靈廟中，被朱麗歐拉調查時發現，於是陽奉陰違暗地將蘇麗亞運到國外、研發新藥治療；因冷凍過久失去記憶，在治癒後以朱麗歐拉之妹身份生活，及至接到通報電話後才知其身世。阿布達魯主張開放外資原因之一，也是為了治療她。

黑手黨
- 約瑟貝·法利拿（Giuseppe Farina）　聲：八奈見乘兒（OVA）
黑手黨首領，不良於行坐輪椅。
熱衷軍火生意，開發出陸上航空母艦；之後被秘書朱麗歐拉毒殺。
電視動畫未登場。
- 朱麗歐拉·伊媞（Gigliola Etti）　聲：瀧澤久美子（OVA）
首領秘書，成為神崎的愛人、串通奪權後扮演左右手角色，但越來越無法認同神崎的作法。
神崎雖知她違背指示、將蘇麗亞偷運至國外，卻不知她已懷孕；且礙於組織內反對勢力虎視眈眈，避免落人口實而放任其去。產下一子亦命名「悟」。
電視動畫未登場。

津雲一家
- 津雲善三（Zenzo Tsugumo）　聲：寺島幹夫（OVA）、宇垣秀成（電視動畫）
大和航空社長，涼子的父親，曾擔任神風特攻隊隊員。
失去社長地位後，去瑞士養病。
由於涼子都把股票拿去變現要贖回真，神崎下台後直到真買回大和航空才重新當上社長。
- 約瑟芬·津雲
原名「約瑟芬·希德隆」，兩親在日本死於事故的10歲法國籍孤兒，父母婚姻不被對方家長承認，日本當地又舉目無親、在新東京國際機場變成人球，遇到好心的涼子收養。
擅於讀唇語，曾用這本領在瑞士救了沙奇一命。

海音寺一家
- 海音寺八兵衛
幕後掌握日本政、財界的老人，海音寺祥子的父親，真的外祖父
處事以日本國家利益優先。
- 海音寺美鈴
八兵衛的孫女。
在社交宴會上與真相遇，對他產生好感；之後知道真和涼子的關係而默默放在心底，把真當成兄長一樣尊敬(事實上真就是她的表兄)。也和涼子一起從事反戰活動。

## 用語
基地88（Area 88）
- 沙漠基地
外籍部隊基地中最靠近首都、咸信是防衛的樞紐。
為對付支持反政府軍的核能陸上航空母艦、所發射鑽地飛彈「Grand Slam」，自毀一半跑道，結果仍因擊沉母艦導致輻射外洩而被迫放棄，到希臘訓練基地重整部隊。
故事尾盤其輻射殘留降至安全值、重新啟用，配合航艦「88」完成奪回首都的任務。
- 山嵨基地
原預定「基地89」，由基地88接手。鑿空山岩、設施藏其內，受場地限制、跑道非一般長度之故，使用航艦起降方式。
首都淪陷後，沙奇下令突圍棄守，流為計劃4所用。
- 航艦基地
突圍後，沙奇與剩下傭兵設置臨時簡陋基地，遭到計劃4奇襲、損失慘重。
此時靠著真擁有的巨額資金，經由馬奎的軍火管道，購得未完工即封存的企業號同型核能航艦，招募前航艦人員操作，再度成為新基地。
艦上成員亦希望戰後留下來防守亞斯蘭，為此蘭登爾不惜駕機挺身擋住飛魚飛彈來襲身亡。

計劃4（Project 4）
黑手黨集合「死亡商人」，製造戰爭獲取利益、進而主宰世界的計劃。
不像一般死亡商人僅從事軍火買賣，更組織武裝部隊、扶植傀儡政權幕後掌控政經情勢。
前首領法利拿封存的計劃，神崎悟以法利拿二世身份說服大老施行。
佛萊明哥生存戰（Flamenco Survivor）
由於煉油廠遭到反抗軍攻擊，造成存油量不足，蘭登爾提出奪取敵方油料並可延阻其行動的計劃。
該油料集中處憑恃冰蝕峽谷天險，加上防空武力駐守，得峽谷內夜間飛行攻其不備，在蜿蜒岩壁交錯中只有高15、寬25公尺的通道。
由蘭登爾當前導機，在峽谷內迂迴左右飛行像是舞步，稍有不慎即無死所；真稱為 「死亡的佛萊明哥舞」，只有跳完才能生存的「佛萊明哥生存戰」。
真不想讓金年紀輕輕就去送死，於是不編入出擊成員；但隨後金仍抗命跟來達成任務。
原作蘭登爾簡報時指出該行動等於「走鋼索」，電視動畫依此命名 「走鋼索作戰」（Operation Tightrope），堪稱本作首屈一指的橋段。

## 登場戰機一覽表
列出《戰區88》中登場的戰機機型。

### 政府軍及基地88使用機型
- Douglas A-1 Skyraider 天襲者攻擊機：山岳基地時其因雷達佈建未完成被抓來當作輪值警戒偵察機，因沙塵暴造成能見度過低且雷達失效時由古雷格引導降落差點撞山，飛行員降落後和古雷格因引導意見不合大打出手。
- Douglas A-4 Skyhawk 天鷹式攻擊機：原為美國海軍航空母艦上的攻擊機主力，因操作價格低廉且穩定性高，易於整備成為基地88裡的第一號雜魚機，專司對地攻擊，為古雷格初期使用機種，金和米奇亦短暫使用過。
- North American A-5 Vigilante 國民兵攻擊機：終盤計畫4準備侵略蘇伊士運河時被基地88派出的 RA-5C 偵察機發現但被擊落。
- Grumman A-6 Intruder 入侵者式攻擊機：終盤由真出資請馬奎老爹購入核子動力航空母艦CVN-88時於艦上操作的機種，飛行員全為大眾臉[2]。
- LTV A-7 Corsair II 海盜攻擊機：基地88成員在亞斯蘭首都附近圍攻沙漠空母在沙漠空母沉沒前的出擊是 A-7 在AREA 88中的初登場，亦在終盤CVN-88航空母艦上出現。
- Fairchild Republic A-10 Thunderbolt II雷霆攻擊機，也被直接稱為「疣豬」（Warthog）。古雷格因為沙漠空母屢攻不下要馬奎老爹幫忙找的機種，但還來不及登場沙漠空母就被幹掉了，後來基地88殘存成員到希臘基地重整時才登場，最後在亞斯蘭首都上空遭到計劃4地面部隊防空砲擊落，值得一提的是，這隻疣豬的機砲居然是40MM的！OVA版中則是在「走鋼索作戰」（真稱為 「死亡的佛萊明哥舞」）名場景中出現，在敵軍陣地上空丟了30枚Mk-82，還說了「這是季節不對的聖誕禮物」。
- McDonnell Douglas F-4 Phantom II 幽靈式戰鬥機：F-4E 是亞斯蘭空軍主要使用機種之一，應該說是最大宗的雜魚機，原作中的不死鳥查理初等場也是使用此機，即便到了終盤首都空中大戰時亦能見到幽靈機的身影，最後古雷格身亡後基地裡的幽靈機飛行員亦向古雷格致敬，不過大部份都是大眾臉在使用此機種。在馬克白的回憶中曾經有F-4B在越戰時的美國海軍航空母艦上降落失敗的畫面以及終盤F-4D在B-52下輪流進行空中加油。
- Northrop F-5A Freedom Fighter 自由鬥士戰鬥機：真服役初期出現在基地88的雜魚機種之一，最著名的一幕就是超低空空襲反政府軍時被反政府軍放出「沙漠之牙」防空柵欄攔截墜毀，而真和死神波里斯使用F-8E折翼通過柵欄。當真的F-5E入手時，F-5A已漸漸退出基地88的操作，最後一次出現應該是在希臘重整時真所駕駛的，因機件故障迫降在斯巴達的橄欖園輕用機跑道。
- Northrop F-5E Tiger II 虎式戰鬥機：真的F-8E墜毀後購入的機種，為本作主角機之一，亦為基地少部份大眾臉使用機型之一，在OVA版中超低空空襲反政府軍時被反政府軍放出「沙漠之牙」防空柵欄攔截墜毀，終盤時布拉夏空軍亞山上尉等20名飛行員原本駕駛F-5E準備當成計畫4的活動靶機，在賽倫的幫助下逃往基地88臨時基地，後亞山帶領24名布拉夏飛行員駕F-5E加入基地88。
- Vought F-8E Crusader 十字軍戰鬥機：這是美國海軍航空母艦上最早的超音速戰鬥機，也是真初等場使用機種，AREA-88第一話開場就是真駕著F-8E橫掃地面的T-62坦克，後也曾和死神波里斯同駕F-8E超低空空襲敵方基地，折翼穿過「沙漠之牙」防空柵欄進行轟炸，第3話遭到反政府軍MiG-17夾擊墜毀，後續並無人繼續使用此機型。死神波里斯亦使用此機型，垂直尾翼塗有死神標誌。
- Grumman F-11 Tiger 虎式戰鬥機：馬克白回憶在藍天使Blue Angels特技小組表演的過程中曾有一架F-11F-1在墨西哥表演時墜機，事實上藍天使真的有兩次F-11F-1墜機，不過那兩次都是在練習時墜毀，另外藍天使未曾在墨西哥表演過。
- Grumman F-14 Tomcat 雄貓戰鬥機：這是米奇使用的機型，此外並沒有其他基地88飛行員使用，米奇使用過兩架F-14A，第一次是在基地88遭到反政府軍傭兵使用MiG-27攻擊幾乎全滅使用政府軍提供的幼獅戰機一段時間之後，馬奎用傳票把伊朗要交還美國的第80架F-14A運來給米奇使用，第二架則是在希臘基地重整提前移防至山岳基地時，米奇抱怨只能用A-4由馬奎運來的，但第二架並沒有交待入手的來龍去脈，機上的武器管制模式則是改為米奇慣用的第三模式，此外，除了米奇回憶中的越戰場景外並無其他人使用此機型，而實際上越戰末期美國海軍開始換裝F-14A也未投入實戰，僅擔任護航任務。漫畫中終盤因為F-14A零件取得不易加上耗油，機體開始出現問題，這也是間接造成米奇陣亡的原因。
- McDonnell Douglas F-15 Eagle 鷲式戰鬥機：在原作第四話中短暫出現，由真駕駛攔截IRBM中程彈道飛彈，另外在希臘基地重整時出現了一角，此後就再也沒有出現在基地88中的任何一個場景。
- General Dynamics F-16 Fighting Falcon 戰隼戰鬥機：F-16在原作和電視動畫版中從未出現，在OVA中則是由不死鳥查理等場使用機型，塗裝則是上白下黑的怪異塗裝，最後不死鳥查理在追擊真時在海岸遭到驚慌飛起的海鳥撞擊座艙罩後失控墜海。
- Northrop F-20 Tigershark 虎鯊式戰鬥機：此機型為當時為與F-16爭取輕型戰鬥機國際市場所研發，全機以F-5E為藍本研製，可惜並無國家採用致功敗垂成。F-20在原作中和OVA版中都曾出現過，原作是在希臘重整階段由馬奎運回，真在護送沙克國王至法國時送給金，終盤時與神崎悟對決時亦是使用此機。
- North American F-100 Super Sabre 超級軍刀戰鬥機：F-100D是米奇初登場使用的機型，在反政府軍傭兵使用MiG-27突擊基地88時被擊毀，在同時也出現大眾臉使用機在地面被摧毀，米奇回憶越戰場景中亦曾出現美軍使用的超級軍刀機，後來義大利三色箭特技機隊員馬利歐加入基地88時也是駕駛F-100D前來。
- McDonnell F-101戰鬥機 Voodoo 巫毒式偵察機：基地88被沙漠空母破壞之後移防希臘基地重整時，蘭德爾帶領新兵戰士飛航訓練時使用的機型就是 RF-101C 巫毒式偵察機，在終盤由CVN-88航空母艦移回基地88時，為了偽裝在跑道上用油漆畫出被轟炸的大洞，沙奇坐在 F-101B後座查看跑道偽裝狀況，當時在機上得知計畫4為侵略蘇伊士運河正在補給物資。
- Lockheed F-104 Starfighter 星式戰鬥機：亞斯蘭首都淪陷後賽倫在真和馬奎幫助下自山岳基地逃往法國代真傳話給涼子，見到涼子之後在德國空軍基地偷走一架 F-104G（機號是26+41）回到山岳基地，之後一直使用這架偷來的 F-104G。
- Republic F-105 Thunderchief 雷長式戰鬥轟炸機：基地88中出現的這架 F-105D 這是前越南空軍少尉阮文忠的座機，東南亞迷彩搭配虎皮斑紋，OVA版中則是純黑黃虎皮塗裝，這架 F-105D 在S-2警戒機被擊落後單機 CAP 時被 T-10 對空雷達擊落，自此之後即不再有 F-105 出場。
- General Dynamics/Grumman F-111 Raven 土豚戰鬥轟炸機：在計畫4初次登陸亞斯蘭之後，安裝T-10對空地雷打下不少戰機，F-111前往偵察被擊落。
- North American T-6 Texan T-6德州佬式教練機：第四話中由老兵摩里斯駕駛，在蝗蟲堆中為跑道開路，因進氣口堵塞及螺旋槳損害墜機身亡，也替真所駕駛的F-15C燒出一條火路。
- Northrop T-38 Talon 禽爪教練機：洛基（六木剛）拜託真搭載前往拍攝空戰照片時向馬奎租用的機型，後在山岳基地真搭載沙克國王流亡法國時亦使用此機。
- North American Rockwell OV-10 Bronco 野馬輕型攻偵機：原作中古雷格喝醉駕駛OV-10A準備攻擊沙漠空母，尚未起飛就受到攻擊。OVA版中則是部署於基地81被反政府軍傭兵全數摧毀與地面。
- Grumman X-29 前略翼實驗機：終盤真要回到亞斯蘭時馬奎所提供的機型，最終因未注意油耗墜落在亞斯蘭皇宮，真跳傘逃生。
- Fiat G.91戰鬥機：終盤時坦得里亞空軍所使用的G.91在國境邊界偵察亞斯蘭（實際上是計畫4）軍隊動向。
- 美洲豹攻擊機：真奉命護送沙克國王到法國之後，在法國空軍基地和波許見面後短暫駕駛的機型。
- IAI Kfir 幼獅戰鬥機：亞斯蘭空軍主力機種，沙奇慣用的機型，垂直尾翼上塗有亞斯蘭皇家徽章，終盤沙奇所駕駛的幼獅戰機墜毀在亞斯蘭皇宮內，沙奇跳傘生還並追殺父親。大多數基地88好手都曾經使用過，在反政府軍傭兵駕駛MiG-27突襲基地88之後包括真和米奇在內的9名好手接受政府軍配發的幼獅戰機守護基地88。
- Blackburn Buccaneer 海賊式攻擊機：蘭德爾所使用的機型，終盤出擊中的蘭德爾為護衛CVN-88航空母艦，捨身撞擊飛行中的飛魚飛彈，壯烈犧牲。
- HARRIER GR.1 獵鷹式戰鬥機(AV-8)：金使用的機型，在希臘基地重整提前移防至山岳基地時和米奇的F-14A一起運達，此機一直使用到終盤並發揮垂直起降能力在亞斯蘭皇宮來去自如。OVA版中則是在「走鋼索作戰」時反政府軍使用的機型，讓參與「走鋼索作戰」的基地88成員傷亡慘重，卻也讓阮文忠當成靶子打。
- English Electric Lightning 閃電式戰鬥機：傭兵3人組「ESCAPE KILLER」（逃兵殺手）所使用的機型，在原作和OVA中都是一致的。在期初亦在基地88場景中出現。
- Dassault Mirage F1 幻象F1：在漫畫原作中從未登場，電視動畫版為綺多麗所使用機型。
- Saab J 35战斗机 Draken 龍式戰鬥機：真的F-5E因遭到反政府軍傭兵使用MiG-27攻擊時擊毀後使用政府軍提供的幼獅戰機一段時間之後，馬奎提供的戰機，優點是整備時間短，再次攻擊能力優異，後於沙漠空母沉潛時發射對空飛彈擊落。
- B-1A 沙奇在瑞士接受眼睛治療回到亞斯蘭時所使用的機型，曾參與GS地下飛彈攔截轟炸任務。
- Lockheed C-130 Hercules 力士型運輸機：這是馬奎運補的主力機種，馬奎的 C-130 在機身兩側漆上錢包袋，垂直尾翼上則是大大的「M」字，究竟是代表馬奎還是「MONEY」呢？
- Lockheed C-5 Galaxy 銀河運輸機：基地88殘存成員在希臘基地重整，馬奎運送米奇的F-14A時使用的運輸機。
- British Aerospace 125 運輸機：古雷格在「虎之回憶錄」中幫助東歐國家聲樂家妻小逃亡所使用的機型，OVA版中則是沙克國王流亡法國使用的機型，垂直尾翼上漆有亞斯蘭皇家徽章，由真駕F-20護航。
- Grumman C-1 Trader 交易者輸送機：在山岳基地退伍的卡賴魯。班迪茲搭乘的機型。
- Grumman S-2 Tracker S-2搜索者巡邏機：計畫4地面部對由海岸登陸亞斯蘭時，S-2警戒機發現但隨即被計畫4地面部隊擊落，第二架 S-2 則是在幾小時後被 T-10 對空地雷擊落。
- Northrop Grumman E-2 Hawkeye 鷹眼空中預警機：在CVN-88航空母艦登場前基地88臨時基地攻擊計畫4油輪及補給船的偵察確認。
- Lockheed S-3 Viking 維京人反潛機：終盤時以聲納搜尋得知計畫4的潛艇並發射紅外線飛彈將之擊沉。

### 反政府軍及計畫4使用機型
- McDonnell Douglas F/A-18 Hornet 黃蜂式戰鬥機：原作中初登場為沙漠空母所使用的無人遙控機，內含自爆裝制，由真和米奇奪得二架飛回基地88，後由地勤人員在不知情狀況下為拆除引爆自爆裝置造成重大損傷，馬奎幸而逃過一劫。終盤時神崎悟駕駛全黑 F/A-18 與真對決，神崎悟墜機身亡。OVA版中則是基地88大眾臉使用的機型之一。
- Mikoyan-Gurevich MiG-17PF(NATO reporting name: Fresco)壁畫戰鬥機：第三話中真擊落數架MiG-17PF反被擊落，初期出場，後來被MiG-21PFM及MiG-27取代。
- Mikoyan-Gurevich MiG-21PFM(NATO reporting name: Fishbed)魚床式戰鬥機：反政府軍及計畫4使用最大宗雜魚機之一，馬克白亦使用此機型，OVA版和電視動畫版中改為MiG-21MF。
- Mikoyan-Gurevich MiG-23BN(NATO reporting name: Flogger)鞭撻者戰鬥攻擊機：此機型和MiG-27混合登場。
- Mikoyan MiG-27 (NATO reporting name "Flogger-D/J")鞭撻者D/J攻擊機：反政府軍傭兵突擊基地88所使用的機種，OVA改為攻擊基地81，基地88直接接戰。
- Yakovlev Yak-38(NATO reporting name: Forger)鐵匠戰鬥機：冷戰時期世界上唯二的垂直起降戰鬥機，在移防山岳基地初期因雷達闢建不及，致反政府軍有機可乘將 Yak-38 部署在山岳基地百公里內的樹林裡，遭馬奎和金的破解全數殲滅。
- B-52 米奇回憶越戰時曾經出現，計畫4侵略蘇伊士運河時準備使用的機型。
- Tupolev Tu-95(NATO reporting name:Bear)熊式轟炸/偵察機：原作、OVA版中軍未曾出現過，電視動畫版中為反政府軍參謀 J.C.Gold 所搭乘，遭古雷格擊落但古雷格亦被機砲擊中墜落。

### 登場直升機
- Bell AH-1 SuperCobra眼鏡蛇攻擊直昇機：基地85所使用的攻擊直昇機隊，和UH-1編隊飛行，計畫4處決布拉夏軍隊時亦短暫出現，把部拉夏的地面部隊當作靶子練槍。
- Boeing AH-64 Apache 阿帕契攻擊直昇機：計畫4地面部隊在坦得里亞準備侵略蘇伊士運河時遭到AH-64攻擊。
- Sikorsky CH-53 Sea Stallion海種馬直昇機：神崎和真結束在日本有關過去的對話神崎離開時所搭乘的直昇機。
- Sikorsky CH-54 Tarhe 空中起重機直昇機：在希臘重整部隊時真駕駛F-5A因機件故障迫降在斯巴達的橄欖園輕用機跑道，米奇駕駛CH-54前往吊掛將F-5A運回希臘基地。
- Sikorsky SH-3 Sea King 海王直昇機：CVN-88上的艦載機，金直接駕駛海王降落在母國倫加王宮廣場，後來在轟炸海岸岩壁成為航空母艦時亦出場。
- SA341 Aerospatiale Gazelle 瞪羚直昇機：真在波許的命令下帶著邦巴拉總統一家逃亡，在山路上波許和飛行員駕駛SA341羚羊直昇機追趕，最後直升機被艾拉擊中飛行員手臂，被尼普爾將手榴彈丟入直昇機爆炸墜毀。
- Bell UH-1 Iroquois 休伊直昇機：基地85的主力機型，亦在眾多場景中出現。

## OVA
- 《ACT I 背叛的天空》
- 《ACT II 豺狼們的條件》
- 《ACT III 燃燒的海市蜃樓》

1985年至1986年發行的OVA，全3卷。另外，還有於1985年將「ACT I」與「ACT II」再編集、上映的劇場版。
ACT III榮獲第4回「日本動畫大獎 OVA最優秀獎」。

### 製作人員
- 監督 - 鳥海永行
- 脚本 - 酒井昭義
- 人物設計、作画監督 - 岡田敏靖
- 美術監督 - 中村光毅
- 攝影監督 - 橋本和典（ACT I）、杉村重郎（ACT I - II）、金子仁（ACT III）
- 音樂 - 新田一郎
- 音響監督 - 斯波重治
- 製作人 -
- 動畫制作 - Studio Pierrot
- 企画製作 - 宇佐美廉
- 製作 - Project 88（劇場版、ACT III）

### 主題曲
劇場版（ACT I、II）
- 片頭曲「HOW FAR TO PARADISE」（使用ACT I片頭曲）
  - 作詞 - ／歌 -
- 插曲「Good-bye. Lonely Blue」
  - 作詞 - 三浦德子／歌 - MIO
- 片尾曲（使用ACT I、II片尾曲）
  - 作詞 - 水谷啟二 / 歌 - MIO

ACT III
- 片頭曲
- 片尾曲 「So Long My Love」
  - 作詞 - 山川啟介 / 歌 - 北原志真

## 電視動畫
改編同名電視動畫由朝日電視台與Animax於2004年1月9日起播出，全12話。

### 製作人員
- 監督 - 今掛勇
- 演出協力 - 高橋良輔
- 系列構成 - 大野木寬
- 人物設計 - 神志那弘志
- 總作画監督 - 神志那弘志、倉田綾子
- 機械設計 - 佐藤道明
- 美術監督 - 鈴木朗
- 色彩設計 - 茂木美實
- 攝影監督 - 館信一郎
- 編集 - 重村建吾
- 音樂 - 三宅一德
- 音響監督 -
- 製作人 - 河野勝（朝日電視台）、成毛克憲（Animax）、本地大輔（愛貝克思）
- 動畫制作 - Group Tac
- 制作 - 朝日電視台、88製作委員会（Media Factory、Animax、愛貝克思）

### 主題曲
- 片頭曲「MISSION（FUGA）」
  - 演奏 - angels
  - PRODUCED - NObby uNO
  - SOUND PRODUCED - VINCENT DE MOOR
  - STRINGS ARRANGEMEN - TATSUKI TAGAYA
- 片尾曲「 - dance in the battlefield -」
  - 作詞 - 高橋研 / 作曲・編曲 - 渡部チェル / 歌 - 寺田惠子

### 各話列表
| 話数 | 日文標題 | 中文標題     | 脚本     | 分鏡            | 演出              | 作画監督                  |
| ---- | -------- | ------------ | -------- | --------------- | ----------------- | ------------------------- |
| 1    |          | 沙漠之翼     | 大野木寬 | 今掛勇          | 今掛勇            | 丸英男 津幡佳明           |
| 2    |          | 夕陽的墓碑   | 大野木寬 | 今掛勇          | 平田豐            | 服部憲知 日下兼彰         |
| 3    |          | 蒼穹的取景器 | 大野木寬 | 初台寒志        | 加藤洋人 松浦錠平 | 李炫政                    |
| 4    |          | 背叛的天空   | 大野木寬 | 伊藤尚往        | 福島一三          | 高瀨言                    |
| 5    |          | 好勝的口紅   | 野村祐一 | 今掛勇 渡部高志 | 岡嶋国敏          | 田中誠輝                  |
| 6    |          | 孤獨的交叉點 | 大野木寬 | 加藤洋人        | 加藤洋人          | 津幡佳明 丸英男           |
| 7    |          | 甜蜜的軍人   | 野村祐一 | 東海林真一      | 平田豊            | 服部憲知                  |
| 8    |          | 沙之槍彈     | 大野木寬 | 所智一          | 阿保孝雄          | 李賢政                    |
| 9    |          | 音速走鋼索   | 野村祐一 | 渡部高志        | 長尾肅            | 高瀨言                    |
| 10   |          | 命運的軌跡   | 野村祐一 | 今掛勇 渡部高志 | 西山明樹彦        | 清水博幸 津幡佳明         |
| 11   |          | 沙之真實     | 大野木寬 | 難波日登志      | 平田豐            | 服部憲知 長野伸明（機械） |
| 12   |          | 風之翼       | 大野木寬 | 今掛勇          | 今掛勇            | 倉田綾子 長野伸明（機械） |

### 播放電視台
日本深夜動畫：下文記載的日本国内播放時間使用日本標準時間（UTC+9）表示。因為部分時間标识會採用30小时制，因此請留意这类超过24:00的时间，其實際播放時間為翌日清晨。
| 朝日電視台 星期四 25:00 - 25:30 節目 | 朝日電視台 星期四 25:00 - 25:30 節目 | 朝日電視台 星期四 25:00 - 25:30 節目 |
| ------------------------------------ | ------------------------------------ | ------------------------------------ |
|                                      | 空戰88區 （2004年1月9日 - 3月26日）  |                                      |
|                                      | 恋風                                 |                                      |

| Animax 星期四 22:00 - 23:00 節目 | Animax 星期四 22:00 - 23:00 節目     | Animax 星期四 22:00 - 23:00 節目 |
| -------------------------------- | ------------------------------------ | -------------------------------- |
|                                  | 空戰88區 （2004年7月15日 - 8月19日） |                                  |
| -                                | -                                    |                                  |

## 電子遊戲
AREA88 獨角獸的軌跡
日本Family Soft1995年出售的PC-9801平台射擊遊戲。
AREA88 étranger1995
Family Soft1995年出售的、PC-9801平台戰術模擬遊戲。
AREA88
日本CAPCOM公司1989年發售街機版、1991年發售超級任天堂版的2D橫向捲軸射擊遊戲。在歐美地區《U.N. Squadron》之名稱發售。

## 其他
- 台灣尖端出版社發行，1994年1月初版～1995年4月完版，全19冊。
- 動畫版均改編原作前半段故事為開放式結局；刪除沙奇之弟及母親、黑手黨、計劃4和重建基地88、馬克3等相關情節。
- OVA：
  - 重新編排、壓縮原作前半劇情。
  - 反政府軍主力為MiG-21起跳的各式米格機；原作及電視動畫則從MiG-17起跳。
  - 真為褐髮，身穿橘色飛行服、頭盔彩繪紅十字。
  - 波里斯被稱為死神，跟他一起出擊的同伴有去無回。
  - 原作是六木剛向馬奎借用T-38空拍、由真駕駛，遇上米格機；改成搭乘巴克西駕駛F-4空拍，一起被米格機的飛彈擊落死亡。
  - 沙奇與涼子搭機遇上炸彈攻擊，原作機長是舊識換成神崎，因此沙奇、神崎兩人相遇。
  - 法利拿是可影響黑手黨的殺手組織首腦；其殺手查理駕駛F-16A，在追殺真時遇飛鳥撞擊墜海而亡。原作查理駕駛F-4曾暗中下手未遂，之後被真擊落身亡。
  - 馬克威爾公司提供有瑕疵的4引擎MB-14客機；原作是雙引擎。
  - 蘭登爾、古雷格配備A-10、真配備F-5G、反政府軍攻佔首都、護送國王流亡法國等提前登場。
  - 真受命送國王到法國後脫離傭兵身份，卻不適應平民生活，於是駕著原機歸隊。
  - 反政府軍使用麥道AV-8、奧立崗35快砲，不同原作、電視動畫清一色俄製裝備。
  - 部隊突圍時阮文忠自食惡果，一彈射逃生就被米格機射殺。
- 電視動畫：
  - 運用CG繪製戰機出場，更動原作故事架構、納入原創人物。由新庄的回憶視角展開劇情。
  - 因現實中F-5G、X-29計劃均已終止而未登場。真座機改由F-5E使用F-5G的塗裝，兩者塗裝相近但仍有差異。
  - 人物造型偏向寫實風；真身穿淺藍色飛行服、頭盔彩繪藍十字，同原作金髮。
  - 金與蘭登爾一開始就出場；原創新庄真、綺多麗角色。
  - 涼子贊助養育真的孤兒院；原作孤兒院已拆除。
  - 波里斯最後跟真、金一起出任務；原作和OVA是真、米奇。
  - 新申請空拍、由真駕駛F-4，遇上米格機，縱使機上無武裝照樣擊落敵機。
  - 「走鋼索作戰」找新庄來看幻燈片並畫出峽谷各點地形、通道較原作寬，真推薦金參加；OVA為沙奇簡報，真當前導機。
  - 反政府軍出現Tu-95轟炸機；原作及OVA則由各式米格機執行轟炸任務。
  - 馬克威爾為資本雄厚、大和航空的同業；原作及OVA則是航空製造業。
  - 神崎偽造真的死亡證明；內通馬克威爾，藉著與其交涉引入資金為條件，向涼子逼婚。
  - 真得知涼子將嫁給神崎，駕機要叛逃回國，綺多麗代新庄轉達會傳遞涼子、真尚在世的訊息，於是歸隊接戰；涼子獲知真相後與神崎婚事告吹。
  - 亞斯蘭王室在劇中隻字未提，至結尾仍是交戰雙方陷入膠著狀態。

## 外部連結
- 八十八夜 新谷薰官方網頁 （页面存档备份，存于） （日語）
- 動漫官方網頁 (avex)（日語）
- 動漫官方網頁（朝日電視台）（日語）